# Tuffi ai campionati mondiali di nuoto 2011 - Trampolino 3 metri sincro femminile
La competizione di tuffi dal trampolino 3 metri sincro femminile dei campionati mondiali di nuoto 2011 si è disputata il 16 luglio 2011 allo Shanghai Oriental Sports Center di Shanghai, in Cina. La gara si è svolta in due fasi: a mattino si è disputato il turno eliminatorio cui hanno partecipato diciotto coppie di atlete. Le migliori dodici hanno gareggiato per le medaglie nella finale tenutasi la sera.

## Medaglie
| Posizione | Atlete                           | Paese     |
| --------- | -------------------------------- | --------- |
| Oro       | Wu Minxia He Zi                  | Cina      |
| Argento   | Émilie Heymans Jennifer Abel     | Canada    |
| Bronzo    | Anabelle Smith Sharleen Stratton | Australia |

## Risultati
In verde sono indicate le atlete ammesse alla finale.
| Pos. | Atlete                                    | Nazionalità   | Eliminatorie | Eliminatorie | Finale    | Finale |
| Pos. | Atlete                                    | Nazionalità   | Punti        | Pos.         | Punti     | Pos.   |
| ---- | ----------------------------------------- | ------------- | ------------ | ------------ | --------- | ------ |
| 1    | Wu Minxia He Zi                           | Cina          | 324.90       | 1            | 356.40    |        |
| 2    | Émilie Heymans Jennifer Abel              | Canada        | 275.10       | 8            | 313.50    |        |
| 3    | Anabelle Smith Sharleen Stratton          | Australia     | 285.90       | 5            | 306.90    |        |
| 4    | Hanna Pysmenska Olena Fedorova            | Ucraina       | 291.90       | 2            | 302.40    | 4      |
| 5    | Katja Dieckow Uschi Freitag               | Germania      | 276.90       | 6            | 299.40    | 5      |
| 6    | Francesca Dallapé Tania Cagnotto          | Italia        | 288.30       | 3            | 297.60    | 6      |
| 7    | Christina Loukas Kassidy Cook             | Stati Uniti   | 276.90       | 6            | 288.00    | 7      |
| 8    | Svetlana Philippova Anastasia Pozdniakova | Russia        | 288.12       | 4            | 282.72    | 8      |
| 9    | Arantxa Chavez Laura Sánchez              | Messico       | 272.10       | 9            | 278.10    | 9      |
| 10   | Leong Mun Yee Ng Yan Yee                  | Malaysia      | 254.40       | 11           | 264.60    | 10     |
| 11   | Fanny Bouvet Marion Farissier             | Francia       | 255.84       | 10           | 254.10    | 11     |
| 12   | Lo I Teng Choi Sut Ian                    | Macao         | 253.62       | 12           | 249.60    | 12     |
| 16.5 | H09.5                                     |               |              |              | 00:55.635 | O      |
| 13   | Mai Nakagawa Sayaka Shibusawa             | Giappone      | 247.80       | 13           |           |        |
| 14   | Flora Gondos Zsófia Reisinger             | Ungheria      | 241.38       | 14           |           |        |
| 15   | Alicia Blagg Rebecca Gallantree           | Gran Bretagna | 239.40       | 15           |           |        |
| 16   | Eleni Katsouli Iouliana Banousi           | Grecia        | 235.23       | 16           |           |        |
| 17   | Jennifer Benitez Leyre Eizaguirre         | Spagna        | 235.14       | 17           |           |        |
| 18   | Ngai Ho Wing Chan Sharon                  | Hong Kong     | 192.18       | 18           |           |        |